# Décret-loi tunisien du 13 septembre 2022
Le 13 septembre 2022, le président tunisien Kais Saied a promulgué le décret-loi n° 2022-54, relatif à la lutte contre les infractions liées aux systèmes d’information et de communication. Ce texte a été critiqué par les activistes et défenseurs des droits de la personne en Tunisie. Il s’inscrit dans une série de mesures adoptées par Saied après son coup d’État du 25 juillet 2021. L’approbation de ce décret a eu un impact sur la scène politique tunisienne, entraînant de multiples arrestations et procès visant des militants politiques et des journalistes. Le décret a été dénoncé comme une menace à la liberté d’expression et à l’activisme politique, considérés comme parmi les principaux acquis de la révolution tunisienne de 2011.

## Contexte: La crise politique en Tunisie
Depuis la révolution du 14 janvier 2011, la Tunisie a traversé de nombreuses crises politiques. Après les élections présidentielles de 2019, marquées par l’élection de Kais Saied avec une large majorité face à Nabil Karoui, une nouvelle crise a éclaté, cette fois entre le président et la majorité parlementaire dominée par le parti islamiste Ennahdha et ses alliés. Le contexte politique s’est caractérisé par une instabilité chronique, un désengagement des différentes parties, et une paralysie parlementaire. Cela a poussé la société civile tunisienne, des activistes et des groupes de jeunes citoyens à organiser diverses mobilisations contre la corruption, la crise socio-économique post-COVID, et l’inefficacité du parlement dominé par des conflits internes.
Le 25 juillet 2021, une grande manifestation s’est tenue devant le parlement tunisien, rassemblant des milliers de personnes. Le même soir, Kais Saied invoque l’article 80 de la Constitution de 2014 pour geler les activités parlementaires et lever l’immunité des députés. Ces décisions ont été suivies par la destitution du gouvernement. Le jour même du 25 juillet et dans la période qui a suivi, une division notable est apparue, tant dans l'opinion publique que chez les activistes: certains ont qualifié les événements de coup d’État, tandis que d'autres les ont salués comme une rupture salutaire avec une classe politique vivement critiquée.
Saied a également suspendu la Constitution de 2014 et organisé un référendum constitutionnel en juillet 2022 pour adopter une nouvelle constitution. Dans ce contexte, il a adopté plusieurs décrets-lois, dont le décret-loi 54 du 13 septembre 2022.

## La politique des décrets-lois
Après le gel des activités parlementaires, le président Saied a gouverné par les décrets-lois pour gérer la période qualifiée de transitoire.
Dans la hiérarchie des normes, les décrets-lois sont considérés comme des actes réglementaires et non comme des lois, ce qui leur confère une valeur inférieure dans la pyramide de Kelsen. Contrairement aux lois adoptées par un organe législatif, les décrets-lois émanent directement du pouvoir exécutif, ce qui limite leur portée juridique en termes de légitimité. Par conséquent, dans un tel contexte marqué par l'absence d'instances de contrôle ou de contre-pouvoirs, ces décrets peuvent être qualifiés d'actes unilatéraux, reflétant une concentration des pouvoirs entre les mains de l'exécutif. En 2022, le président a promulgué 81 décrets-lois et 104 décrets présidentiels, renforçant l'idée qu'il gouverne principalement par décrets.
Parmi les principaux décrets-lois adoptés:
- Le décret présidentiel n° 2021-117 du 22 septembre 2021, établissant des mesures exceptionnelles qui confèrent à Saied l’exclusivité des pouvoirs[13]
- Le décret-loi n° 2022-11 du 12 février 2022, instituant un Conseil supérieur provisoire de la magistrature[14]
- Le décret-loi n° 2022-55 du 15 septembre 2022, modifiant la loi     organique de 2014 relative aux élections et référendums[15]

## Dispositions du décret-loi 54
L’article du décret-loi 54 qui a suscité le plus de débats et en vertu duquel la majorité des accusés ont été poursuivis est l’article 24. Il prévoit jusqu’à cinq ans de prison et une amende de 50 000 dinars pour la diffusion d’informations jugées comme des «fausses nouvelles» ou «fausses données» comme indiqué ci-dessous: 
«Art. 24 - Est puni de cinq ans d’emprisonnement et d’une amende de cinquante mille dinars quiconque utilise sciemment des systèmes et réseaux d’information et de communication en vue de produire, répandre, diffuser, ou envoyer, ou rédiger de fausses nouvelles, de fausses données, des rumeurs, des documents faux ou falsifiés ou faussement attribués à autrui dans le but de porter atteinte aux droits d’autrui ou porter préjudice à la sureté publique ou à la défense nationale ou de semer la terreur parmi la population.»
Les peines sont doublées si les propos visent un agent public, selon le troisième alinéa de l’article: «Les peines prévues sont portées au double si la personne visée est un agent public ou assimilé.»
La formulation très générale de cet article laisse la porte ouverte à des interprétations par le pouvoir judiciaire, permettant de qualifier de nombreuses déclarations médiatiques critiques envers le régime comme une diffusion de rumeurs ou une tentative de déstabilisation, créant ainsi un climat d’autocensure et de crainte. Ces pratiques ont favorisé une politique pénale répressive, en rupture avec le décret-loi no 2011-115 sur la liberté de la presse, le décret-loi no 2011-116 du 2 novembre 2011, relatif à la liberté de la communication audiovisuelle, ainsi que les garanties constitutionnelles de 2014.

## Critiques
Depuis l’adoption du décret-loi 54, plusieurs arrestations et convocations ont eu lieu, touchant des activistes, journalistes et avocats. Parmi les personnes concernées figurent Mohamed Boughalleb, Sonia Dahmani, Mourad Zeghidi, Borhen Bsaies, Nizar Bahloul, Monia Arfaoui, Zied el Heni, Chaima Issa, Ayachi Hammami, Islem Hamza, Amine Dhbaibi, Haythem El Mekki, Elyes Gharbi, et Zaki Rahmouni. Cette liste n’est pas exhaustive; il s’agit simplement d’une sélection de figures médiatiques et politiques dont les arrestations ont suscité une polémique médiatique. En mai 2023, et selon l’article de La Presse, des procès ont été intentés contre 17 personnes pour avoir exprimé des opinions politiques, et ce nombre a continué d’augmenter après la publication de l’article.
Le nouveau texte, rédigé et approuvé à la suite de la crise politique en cours depuis 2021, est critiqué. Le président du Syndicat national des journalistes tunisiens (en), Mahdi Jelassi, qualifie le décret-loi de « nouveau revers pour les droits et libertés ». Il ajoute que « les sanctions imposées aux personnes publiant sur quelque réseau que ce soit constituent un coup dur porté aux valeurs révolutionnaires qui accordaient la liberté à tous les journalistes et à tous les Tunisiens », et compare cette législation aux lois dictatoriales utilisées par l'ancien président Zine el-Abidine Ben Ali pour faire taire les dissidents. La Commission internationale de juristes basée à Genève, en Suisse, affirme que la loi autorise le président à censurer toute communication Internet qu'il n'approuve pas, notant que l'article 24 ne précise pas ce qu'est un mensonge ou une rumeur. En janvier 2023, cinq rapporteurs spéciaux des Nations unies expriment leurs « profondes inquiétudes » concernant le décret et sa compatibilité avec le droit international, Amnesty International le qualifiant de « draconienne »[réf. nécessaire].
Dans une analyse juridique du décret-loi publié par l’organisation Article 19, il est mentionné que : « Si certaines dispositions du Décret-loi semblent avoir été tirées en partie de la Convention sur la cybercriminalité du Conseil de l’Europe (la Convention de Budapest), la plupart d’entre elles ne respectent pas les normes internationales relatives aux droits humains». Des médias internationaux ont également dénoncé le décret. Jeune Afrique l’a décrit comme « un décret contre la cybercriminalité hautement liberticide », tandis que Le Monde Afrique a publié un article en septembre 2022 intitulé « En Tunisie, un décret-loi menace la libre expression ».
Sonia Dahmani, avocate et figure médiatique, a été arrêtée en mai 2024 à la suite d’une déclaration médiatique, dans laquelle elle exprimait une critique envers la situation politique en Tunisie. L’accusation portée contre elle, selon l’article 24 du décret-loi, était celle de propagation de « fausses nouvelles » pouvant porter atteinte à l’ordre public. Cet acte de répression a soulevé un tollé parmi les défenseurs des droits de la personne et les journalistes, qui ont dénoncé une tentative de museler la liberté d’expression et de restreindre le droit à la critique politique. L’arrestation de Dahmani a eu des conséquences majeures en Tunisie, déclenchant une grève des avocats, qui ont dénoncé les atteintes aux droits fondamentaux et à la liberté d’expression. De plus, Amnesty International a lancé un appel urgent pour la libération de Dahmani, dénonçant son arrestation comme une atteinte flagrante à la liberté d’expression et mettant en évidence son caractère répressif dans un contexte de renforcement de la répression contre les militants, les journalistes et les opposants politiques en Tunisie.
Dans la même période, et après l’arrestation de Borhen Bsaies et Mourad Zeghidi, deux figues du journalisme tunisien, en mai 2024, puis leur condamnation à an de prison en vertu du décret-loi 54 pour avoir critiqué le président Saied, une protestation a été organisée devant le tribunal de Tunis. Ces condamnations ont été perçues comme une escalade dans la répression de la liberté d’expression en Tunisie selon Le Monde. Dans le même mois, Amnesty International et Human Rights Watch ont appelé les autorités tunisiennes à abroger le décret-loi 54, le qualifiant de menace pour la liberté d’expression. Selon l’article de Human Rights Watch, le décret « a élargi la définition des infractions criminelles et durci les sanctions afin de restreindre l’expression critique en ligne, en violation des normes internationales en matière de liberté d’expression».
En juillet 2024, à l’approche de l’élection présidentielle, des instances de censure ont été rapportées, notamment avec la suppression d’une dépêche de l’agence Tunis Afrique Presse (TAP) concernant la candidature de Mondher Zenaidi, principal opposant au président actuel Kais Saied. Le climat actuel rend de plus en plus difficile la pratique du journalisme indépendant en Tunisie. En octobre 2024, la Tunisie a été classée 121e sur 180 pays dans le classement mondial de la liberté de la presse établi par Reporters sans frontières (RSF), marquant un recul significatif par rapport aux années qui ont suivi la Révolution de 2011.